# Angelo Anelli
Angelo Anelli (Desenzano del Garda. 10 de novembre de 1761 - Pavia, 9 d'abril de 1820) fou un poeta i llibretista italià que també va escriure sota els pseudònims Marco Landi i Niccolò Liprandi.
Va estudiar literatura i poesia en un seminari a Verona. En 1793 es va matricular a la Universitat de Pàdua, rebent una llicenciatura en Dret Canònic i Civil dos anys més tard. Actiu en la política de la República Cisalpina en la seva joventut, va ser empresonat dues vegades. El seu sonet de 1789 sobre les vicissituds d'Itàlia sota dominació austríaca, La calamità d'Italia, va ser durant molt de temps incorrectament atribuït a Ugo Foscolo.
De 1799 a 1817, fou un dels "llibretistes de la casa" a La Scala. Entre els seus llibrets d'òpera s'hi troben els de Rossini L'italiana in Algeri, I fuorusciti di Firenze de Paer, La secchia rapita d'Usiglio, Ser Marcantonio de Pavesi, que més tard va servir de base per al Don Pasquale de Donizetti. Va abandonar en gran part la seva carrera literària per tornar a la professió d'advocat el 1817, quan va ser nomenat professor de dret a la Universitat de Pavia, on va morir.